# تام مک‌نامارا
تام مک‌نامارا (انگلیسی: Tom McNamara) کارگردان فیلم اهل ایالات متحده آمریکا بود.
از فیلم‌هایی که وی در آن‌ها نقش داشته‌است، می‌توان به آتش‌نشانان، یک روز ناگوار، دارودسته ما و گنجشک‌ها اشاره نمود.